# Борщень
Борщень (рос. Борщень) — село в Великосолдатському районі Курської області Російської Федерації.
Населення становить 504 особи. Входить до складу муніципального утворення Волоконська сільрада.

## Історія
Населений пункт розташований на території українського етнічного та культурного краю Східна Слобожанщина.
Від 2004 року входить до складу муніципального утворення Волоконська сільрада.

## Видатні уродженці
- Євреїнов Борис Олексійович — російський історик, письменник, діяч Української Держави.

## Населення
| 2002 | 2010 |
| ---- | ---- |
| 582  | ↘504 |